# Epacanthion mawsoni
Epacanthion mawsoni är en rundmaskart som beskrevs av Suzanne I. Warwick 1977. Epacanthion mawsoni ingår i släktet Epacanthion och familjen Enoplidae. Inga underarter finns listade i Catalogue of Life.